# سد ایتوئید
سد ایتوئید (به عربی: سد اتوید) یک منطقهٔ مسکونی در عربستان سعودی است که در استان عسیر واقع شده‌است.